# Мёккерн
Мёккерн (нем. Möckern) — город в Германии, в земле Саксония-Анхальт.
Входит в состав района Йерихов. Подчиняется управлению Мёккерн-Флеминг. Население составляет 13 243 человек (на 31 декабря 2013 года). Занимает площадь 523,87 км² и является четвертым по площади городом Германии после Берлина, Гамбурга и Гарделегена. Официальный код — 15 3 58 039.
В 2009 году в состав Мёккерна вошли деревни Валльвиц и Ресдорф.